# Dialecto monegasco
El monegasco (autoglotónimo munegascu) es una variedad vernácula del Principado de Mónaco. Lingüísticamente representa un dialecto del ligur con algunas influencias léxicas del occitano y el francés, ya que tiene grandes similitudes con las variedades occitanas de Menton y Roquebrune, aunque Mónaco no se considera un enclave ligur ya que se encuentra en tierras lingüísticamente occitanas.
El monegasco está muy próximo al dialecto ligur llamado intemelio (propio de la zona entre Ventimiglia y Taggia en Liguria). El mejor estudio lingüístico sobre el monegasco lo llevó a cabo el filólogo francés Raymond Arveiller durante las décadas de 1940 y 1950 (Étude sur le parler de Monaco, Comité National des Traditions Monégasques. Mónaco 1967).
El monegasco fue de uso general como lengua oral en el Principado hasta la década de 1870, después  se interrumpió rápidamente su transmisión generacional y se sustituyó por el francés. Al principio de la década de 1970 se puede dar por totalmente extinguido en el uso oral. La enseñanza obligatoria en las escuelas de Mónaco ha permitido reavivar su uso, aunque este es bastante restringido (algunas publicaciones literarias, usos ceremoniales). No es idioma oficial, el único idioma oficial de Mónaco es el francés, hablado por la mayor parte de la población. El italiano también tiene bastante uso y otros muchos idiomas son hablados, de manera más minoritaria, por residentes y visitantes.
Utiliza una ortografía basada en la del italiano, aunque con algunos signos propios:
- La ü se lee como la del alemán o la u del francés.
- La œ se lee e.
- La ë se lee como la e cerrada en las palabras francesas nez o messieurs. También se puede pronunciar como i.
- La ç, inexistente en italiano, se lee como en francés, catalán o portugués, es decir como una s.

Fragmento del himno de Mónaco:
Despoei tugiù sciü d'u nostru paise

Se ride au ventu, u meme pavayùn

Despoei tugiù a curù russa e gianca

E stà l'emblema, d'a nostra libertà

Grandi e i piciui, l'an sempre respetà
[Desde siempre, sobre nuestro país / flota al viento la misma bandera. / Desde siempre, los colores rojo y blanco / constituyen el símbolo de nuestra libertad. / Grandes y pequeños la han respetado siempre]